# Bodtjärnen (Lockne socken, Jämtland, 698352-144918)
Bodtjärnen är en sjö i Östersunds kommun i Jämtland och ingår i Ljungans huvudavrinningsområde. Sjön har en area på 0,061 kvadratkilometer och ligger 398 meter över havet.

## Delavrinningsområde
Bodtjärnen ingår i det delavrinningsområde (697419-144785) som SMHI kallar för Inloppet i Pån. Medelhöjden är 373 meter över havet och ytan är 47,31 kvadratkilometer. Det finns inga avrinningsområden uppströms utan avrinningsområdet är högsta punkten. Bodsjöbyån som avvattnar avrinningsområdet har biflödesordning 3, vilket innebär att vattnet flödar genom totalt 3 vattendrag innan det når havet efter 243 kilometer. Avrinningsområdet består mestadels av skog (79 procent) och sankmarker (12 procent). Avrinningsområdet har 1,47 kvadratkilometer vattenytor vilket ger det en sjöprocent på 3,1 procent.